# Bruno Vlahek
Bruno Vlahek (Zagreb, 1986) es un pianista y compositor croata con residencia en España. 
Bruno Vlahek ha sido llamado por los críticos como el "nuevo Pogorelich", destacando su ”fantástico virtuosismo“ y “la profundidad de su pensamiento musical que embruja al público”. Se graduó como uno de los estudiantes más jóvenes en la historia de la Academia de Música de Zagreb. Después obtuvo el diploma de solista en el Conservatorio de Lausana y realizó un máster en la Hochschule für Musik und Tanz Köln (Colonia). Entre 2010 y 2013 se perfeccionó con el legendario pianista y profesor ruso Dmitri Bashkírov en la Escuela Superior de Música Reina Sofía en Madrid. 
Consiguió el Primer Premio en los concursos internacionales de piano “Ricard Viñes” en Lérida y en el “Aleksandr Skriabin” en París, en 2008 y 2010, respectivamente. Asimismo, fue laureado del concurso internacional de piano en Shanghái en 2012 y del Concours international de piano de Lyon (Francia) en 2016. Es el ganador del premio de la Yamaha Music Foundation of Europe en Madrid, del Premio Paderewski en Suiza, Pnina Salzman en Israel, y los Artists on Globe Award 2014. En su país natal recibió el título del “Músico Joven del Año 2010” impartido por la Orquesta Filarmónica de Zagreb. En 2011 fue honrado con el diploma de Su Majestad la Reina Doña Sofía de España el Palacio Real de El Pardo.
Actúa como recitalista y solista con orquestas en toda Europa, Asia, África, América del Sur, Rusia e Israel, en salas como el Palacio de la Música Catalana de Barcelona, Academia Franz Liszt de Budapest, Auditorio Nacional de Música de Madrid, Gasteig de Múnich, Mozarteum de Salzburgo, Tel Aviv Museum of Art, Shanghai Concert Hall, Seoul Arts Centre, en los festivales de Dubrovnik, Bolzano, Dar-es-Salam, Palma de Mallorca, Viena, Verbier y en el Kremlin de Moscú, entre otros. Ha colaborado con los directores de orquesta y cameristas como Jaime Martín, Leopold Hager, Pascal Rophé, Milan Horvat, Alexander Ghindin, Cyprien Katsaris, Diemut Poppen, Philippe Muller o Viktor Tretyakov. Realizó grabaciones para los canales de la radio y TV como el BBC 3, NPO Radio 4 en Holanda, Catalunya Ràdio o la Radio Suisse Romande para cual grabó el Concierto N° 2 de C. Saint-Saëns con la Orchestre de Chambre de Lausanne. Como camerista, forma parte del exitoso dúo de piano D&B con su mujer Dubravka Vukalović Vlahek. En 2013 han sido premiados en el I Concurso internacional de piano a cuatro manos en Mónaco. También actúa como organista.
Como compositor ha escrito más de 40 obras para la orquesta sinfónica, los grupos de cámara, solistas y coros. Sus obras han sido presentadas en cinco continentes, en ciudades como Nueva York, Chicago, Londres, Berlín, Ámsterdam, Salzburgo, Praga, Lisboa, Cambridge, Moscú, San Petersburgo o Seúl, así como en los World New Music Days 2010 en Sídney (Australia). En 2012 ganó el primer premio en el XXXIII Concurso internacional de composición "Cristóbal Halffter". Sus composiciones han llevado a ser galardonadas por el Ministerio de Cultura de Croacia y están publicadas en los EE. UU. y en el Reino Unido.

## Discografía
- Touches (Croatia Records, 2020); obras para piano solo de Leonard Bernstein, György Ligeti e Igor Stravinski[12]
- Rachmaninoff: Études-tableaux op. 33 & op. 39 (PlayClassics, 2020)[13]
- D. Scarlatti: Complete Keyboard Sonatas Vol. 26 (Naxos, 2020)[14]